# Primera batalla de Porto
La batalla de Braga fou un dels episodis de la guerra del francès.

## Antecedents

Campanyes franceses

Després de la desastrosa Convenció de Sintra, en la qual es va permetre la repatriació de les tropes franceses derrotades en la batalla de Vimeiro, els comandants de l'exèrcit britànic van ser cridats a la seva pàtria per enfrontar-se a una recerca i les tropes expedicionàries britàniques a Espanya i Portugal van ser deixades al comandament de John Moore. Amb l'arribada del propi Napoleó amb un exèrcit a Espanya, els francesos van entrar a Madrid el 4 de desembre, van posar setge a Saragossa, que caigué en 21 de febrer de 1809, Soult rep ordres de l'emperador de perseguir i derrotar l'exèrcit anglès del general Moore, que ha de reembarcar durant la batalla de La Corunya i les tropes franceses conquesten Galícia sense resistència.
El rearmament austríac que acabaria amb la guerra de la Cinquena Coalició provocà que Napoleó marxés de Valladolid el 17 de gener, arribant a París el 23 de gener i va ordenar al mariscal Soult que envaís Portugal des del nord però l'hivern va fer impracticable el Miño i per la resistència de les forces portugueses situades entre Cerveira i Valença i Soult va decidir fer una volta per la frontera muntanyosa de l'alt Minho i va travessar la frontera el 7 de març de 1809 per Trás-os-Montes amb 23.000 homes, d'ells 4.000 a cavall, i 50 peces d'artilleria, prenent Chaves el 12 de març. i escombrant les defenses de Braga el 20 de març.
El bisbe António de São José e Castro va organitzar un exèrcit de 24.000 homes per defensar Porto composts per 4.500 soldats comandats pels generals Lima i Parreiras que comandaven dos batallons de cadascun del 6è, 18è i 21è regiment d'Infanteria, i un batalló del 6è i d'altres unitats, recolzats per 10.000 ordenanças i 9.000 ciutadans armats. Soult va llançar Merle, Mermet, Heudelet, Franceschi i Lahoussaye contra els portuguesos desplegats al nord de la ciutat

## Batalla
La part més feble de la línia de defensa portuguesa, la força de Castro, es va dissoldre aviat i la batalla es va convertir en una massacre quan els portuguesos van intentar escapar dels francesos cap a la ciutat però van ser perseguits per la cavalleria francesa pels carrers i les seves unitats regulars van ser aniquilades.
Milers de civils que fugien es van ofegar quan un pont d'embarcacions que travessava el Douro fou atacat per l'artilleria portuguesa de l'esquerra del costat del riu per evitar que la cavalleria francesa que perseguia els soldats i ciutadans portuguesos creuà el riu, i es va esfondrar a causa del seu pes.

## Conseqüències
Soult va capturar una esquadra de vaixells espanyols i 30 bucs mercants. Els francesos també van trobar grans dipòsits militars britànics. En la batalla i l'assalt de la ciutat, els francesos van perdre 72 oficials i 2.000 baixes de rang i de fitxers. Els portuguesos van perdre uns 8.000 morts i 197 canons foren capturats.
Soult no va poder gaudir gaire del seu èxit perquè gairebé al mateix temps, la força portuguesa de Francisco da Silveira va capturar al setge de Chaves una guarnició de 1.800 homes i va tallar les comunicacions amb Espanya pel pont d'Amarante. Posicionats els francesos a Porto, no van prosseguir a Lisboa, per l'oposició que van trobar al país, i per desconèixer la ubicació del general Lapisse i del mariscal Victor, que des de Castella i Extremadura havien de correspondre amb els moviments de Galícia, però l'oposició espanyola els va fer romandre al Tajo.
El mariscal francès va començar a planificar un descans. Arthur Wellesley va arribar a Lisboa el 22 d'abril a bord del HMS Surveillante, i reforçat, es va dedicar a l'ofensiva, obligant, després de la segona batalla de Porto, a la retirada de Soult de Portugal fins al seu punt de partida, la ciutat d'Ourense. Sabedor el mariscal Ney de les diferències entre la Junta d'Astúries i la Romana, va envair Astúries amb 6.000 homes des de Galícia fins a Oviedo, mentre des de Valladolid amb una força semblant travessava el port de Pajares el general François Étienne de Kellermann. Ney va entrar a Oviedo el 19 de Maig, Kellermann va quedar-se a Oviedo, i a Villaviciosa al general Jean Pierre François Bonet, que havia arribat des de Santander, i Ney va tornar a Galícia. El mes de juny, Soult decideix abandonar Galícia per Valdeorras en direcció a Zamora després de la seva derrota a la batalla de Ponte Sampaio.
Wellesley va avançar cap a Espanya per unir-se als espanyols de general Cuesta, combatent a la batalla de Talavera contra sota el mariscal Claude Victor Perrin i el major general Horace Sébastiani, i Wellesley immediatament es va retirar a Portugal atès que Nicolas Jean de Dieu Soult pretenia tallar la seva retirada a Portugal.